# Гидроксид-иодат меди(II)
Гидроксид-иодат меди(II) — неорганическое соединение,
основная соль меди и иодноватой кислоты с формулой Cu(OH)IO3,
зелёные кристаллы,
не растворяется в воде.

## Получение
- В природе встречается минерал салезит — Cu(OH)IO3 с примесями [1].

## Физические свойства
Гидроксид-иодат меди(II) образует зелёные кристаллы
ромбической сингонии,
пространственная группа P nma,
параметры ячейки a = 1,0794 нм, b = 0,6708 нм, c = 0,4781 нм, Z = 4.
Не растворяется в воде.